# Pałac Oranienbaum

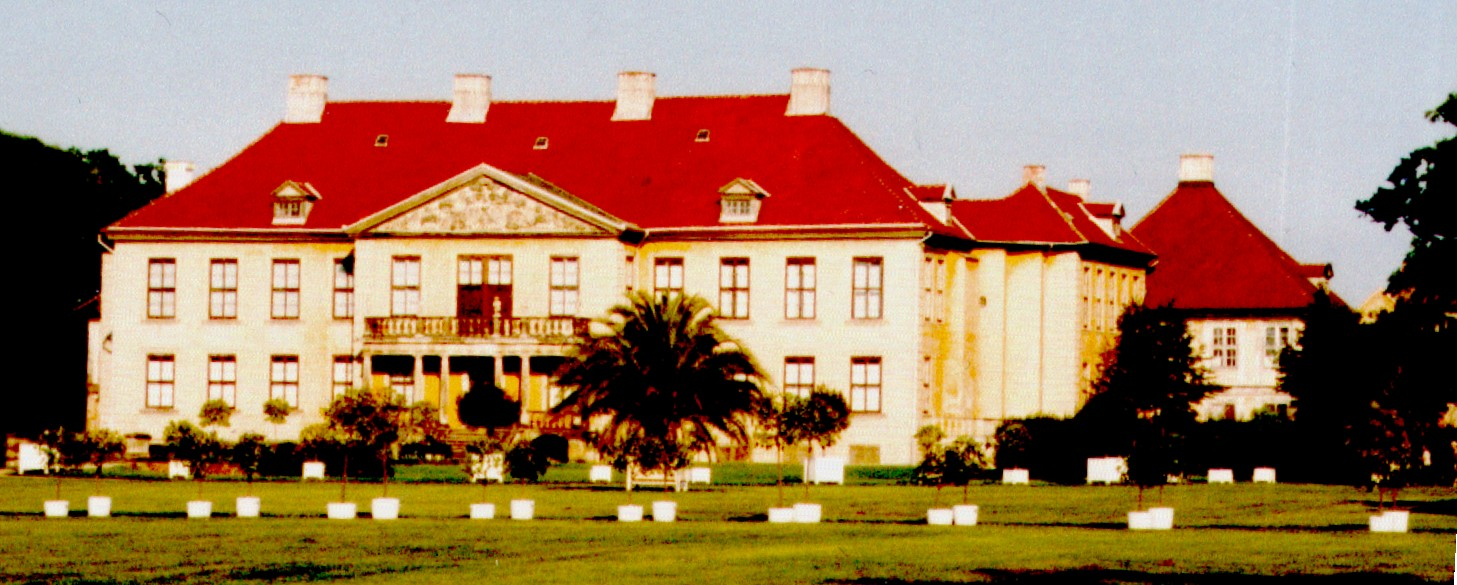
Pałac Oranienbaum od strony parku

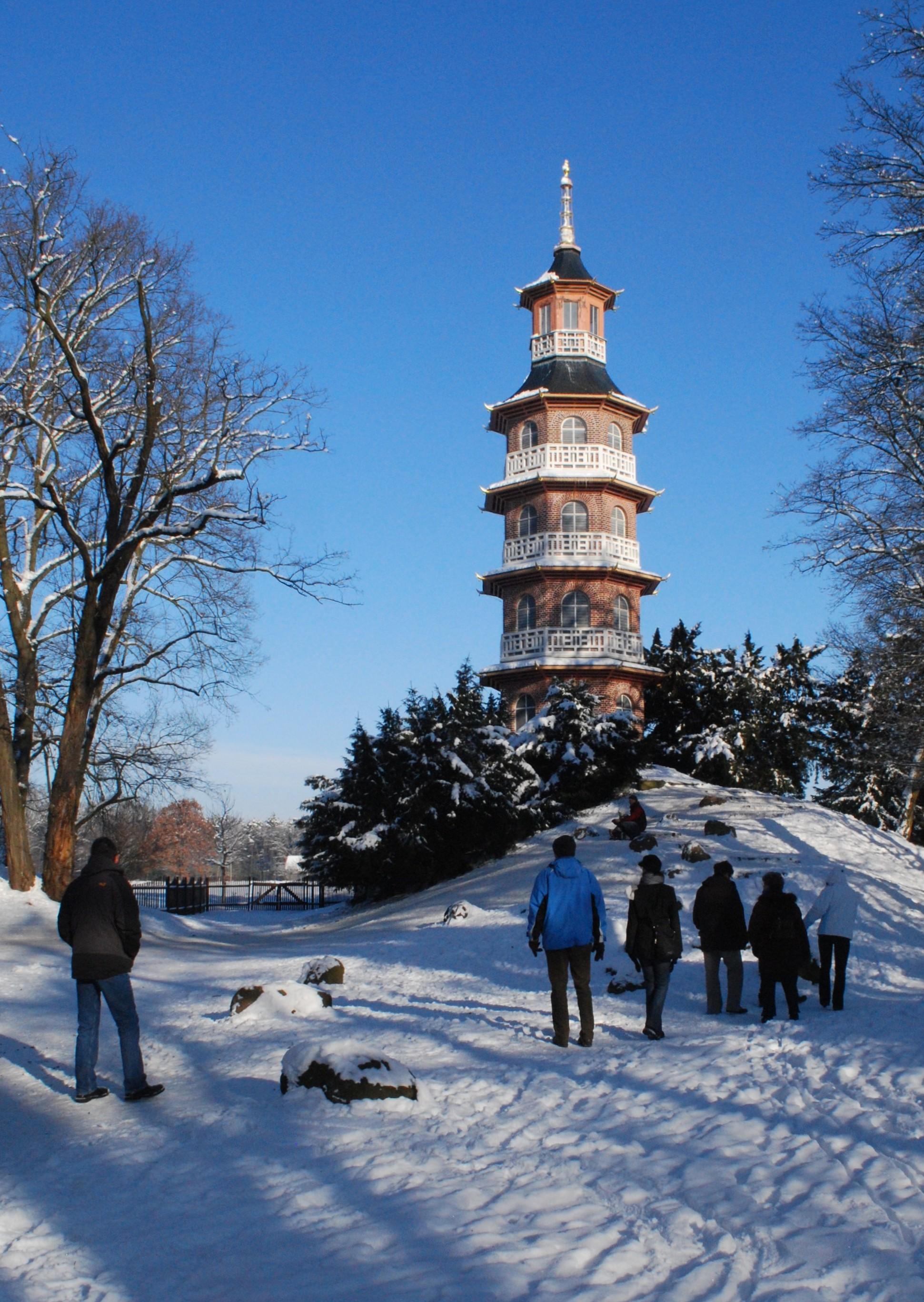
Pagoda w parku pałacowym

Pałac Oranienbaum (niem. Schloss Oranienbaum) – pałac w stylu holenderskiego baroku, otoczony przez 28-hektarowy park, w Oranienbaum, dzielnicy Oranienbaum-Wörlitz w kraju związkowym Saksonia-Anhalt.
Zbudowany przez Cornelisa Ryckwaerta pod koniec XVII w. Położony na terenie ogrodów Dessau-Wörlitz (niem. Dessau-Wörlitzer Gartenreich) – kompleksu ogrodów i parków w stylu angielskim, powstałych w drugiej połowie XVIII w. na zlecenie księcia Anhalt-Dessau Leopolda III Friedricha Franza (1740–1817), które w 2000 zostały wpisane na listę dziedzictwa kulturowego UNESCO.

## Historia
W 1659 książę Johann Georg II von Anhalt-Dessau ożenił się z Henriettą Cathariną von Oranien-Nassau, córką Fryderyka Henryka Orańskiego, która sprowadziła z Niderlandów zespół inżynierów i architektów pod kierownictwem Cornelisa Ryckwaerta z zamiarem wybudowania letniej rezydencji książęcej w Nischwitz – w 1673 przemianowanym na Oranienbaum. W 1683 Ryckwaert zakończył prace nad stworzeniem barokowego kompleksu, obejmującego miasto, pałac i 28-hektarowy park w stylu francuskim. Po śmierci księcia w 1693 pałac został rozbudowany, wnętrza otrzymały bogate wyposażenie: skórzane tapety, liczne obrazy i obiekty ceramiki fajansowej.
Po śmierci Henrietty w 1708, pałac był okazjonalnie użytkowany podczas polowań przez jej syna, księcia Leopolda I i wnuka, księcia Dietricha. Rezydencja powróciła do łask książęcych za panowania księcia Leopolda III Friedricha Franza (1758–1817), który po odejściu z armii pruskiej po wojnie siedmioletniej, poświęcił się odbudowie księstwa. Będąc pod wrażeniem chińskich ogrodów widzianych w Anglii, Franz zlecił w latach 80. XVIII w. przebudowę części ogrodu barokowego w stylu chinoiserie Johannowi Christianowi Neumarkowi – wzniesiono liczne mosty, pagodę – na wzór Kew Gardens pod Londynem i herbaciarnię. Powstały ogród był pierwszym tego typu na terenie Niemiec. Również wiele wnętrz pałacowych zostało urządzonych w stylu chińskim.
W latach 1812–1818 powstała w stylu klasycystycznym jedna z najdłuższych oranżerii w Europie (175 m) według projektu Carlo Ignazio Pozziego (1766–1842), która skrywała bogate zbiory roślin cytrusowych.